# 萨冈彻辰洪台吉
萨冈彻辰洪台吉（1604年—17世纪？），又作萨囊额尔克彻辰洪台吉、萨囊彻辰洪台吉，孛儿只斤氏。17世纪蒙古右翼鄂尔多斯部領主，蒙古族政治人物和史学家。切尽黄台吉曾孙，打儿汗把都儿台吉之孙，巴图台吉的儿子。
萨冈聪颖博学，十一岁时，承袭曾祖父切尽黄台吉的“彻辰洪台吉”称号。十七岁开始历任博硕克图、策凌额尔德尼洪台吉、额璘臣三任济农的执政大臣。天启二年（1622年），代表鄂尔多斯部和土默特部，与明朝谈判。天启七年（1627年），他主持宣颂额璘臣继位为济农。崇祯元年（1628年），察哈尔部的蒙古大汗林丹汗西占归化城（今呼和浩特市），萨冈与额璘臣济农率鄂尔多斯部归顺林丹汗，一起抵抗后金。林丹汗将额璘臣废黜。崇祯七年（1634年），林丹汗退入甘肃，萨冈奉额璘臣复位济农。崇祯八年（1635年），林丹汗之子额哲、济农额璘臣等蒙古左右翼首领归顺后金，萨冈归隐八白室所在地，撰写《蒙古源流》，至清圣祖康熙元年（1662年）成书。书中反映了他的佛教思想和民族意识，叙述蒙古族的起源和成吉思汗至17世纪的蒙古诸汗的事迹、世系，蒙古的政治军事，详细记录了达延汗和俺答汗的事迹。《蒙古源流》与《元朝秘史》、《蒙古黄金史》是蒙古族的三大史书。